# Floating Production Storage and Offloading Unit

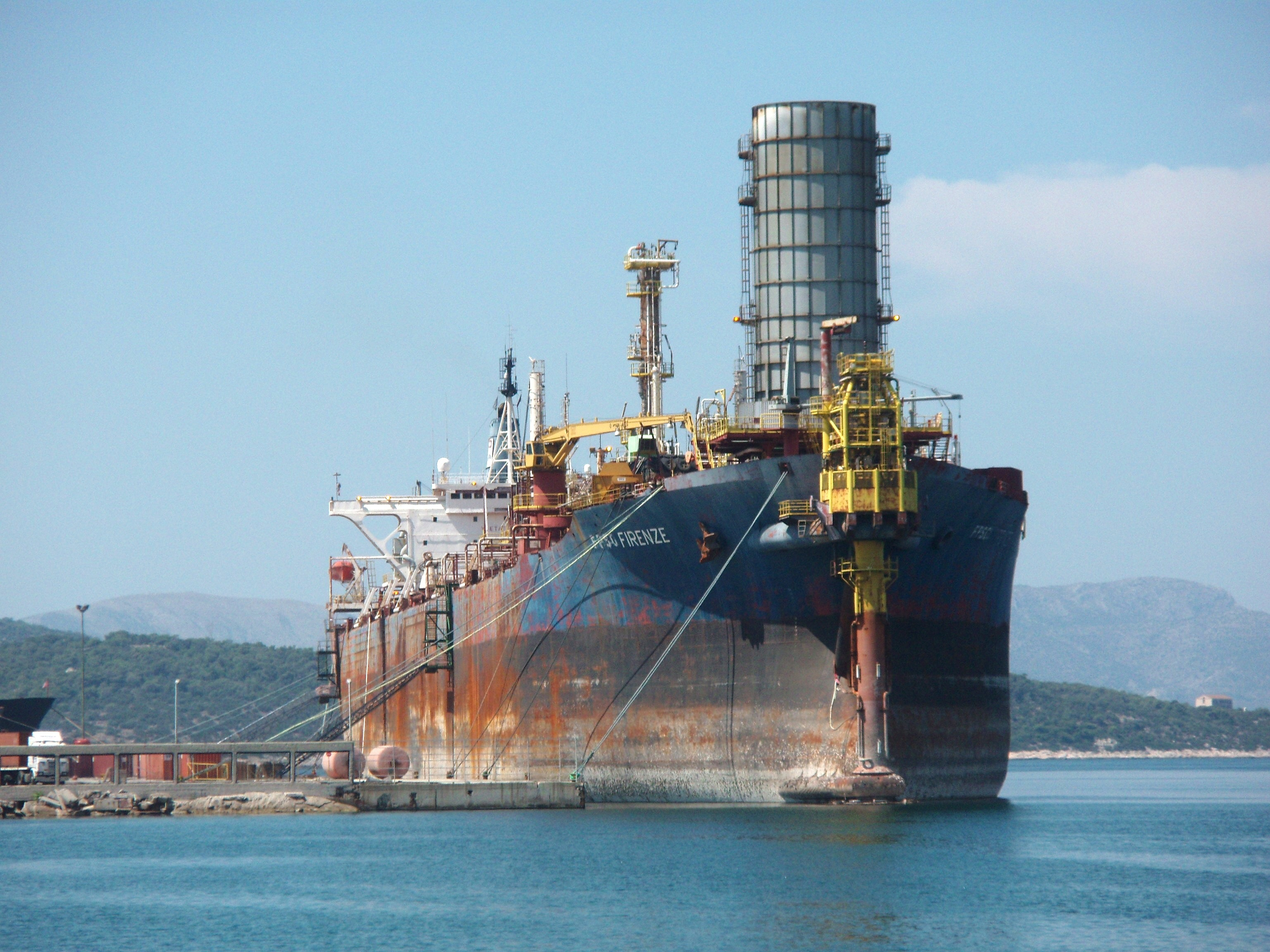
Das FPSO-Schiff Firenze – Besitzer AGIP, Eigentümer Saipem – 2007 bei Hellenic Shipyards

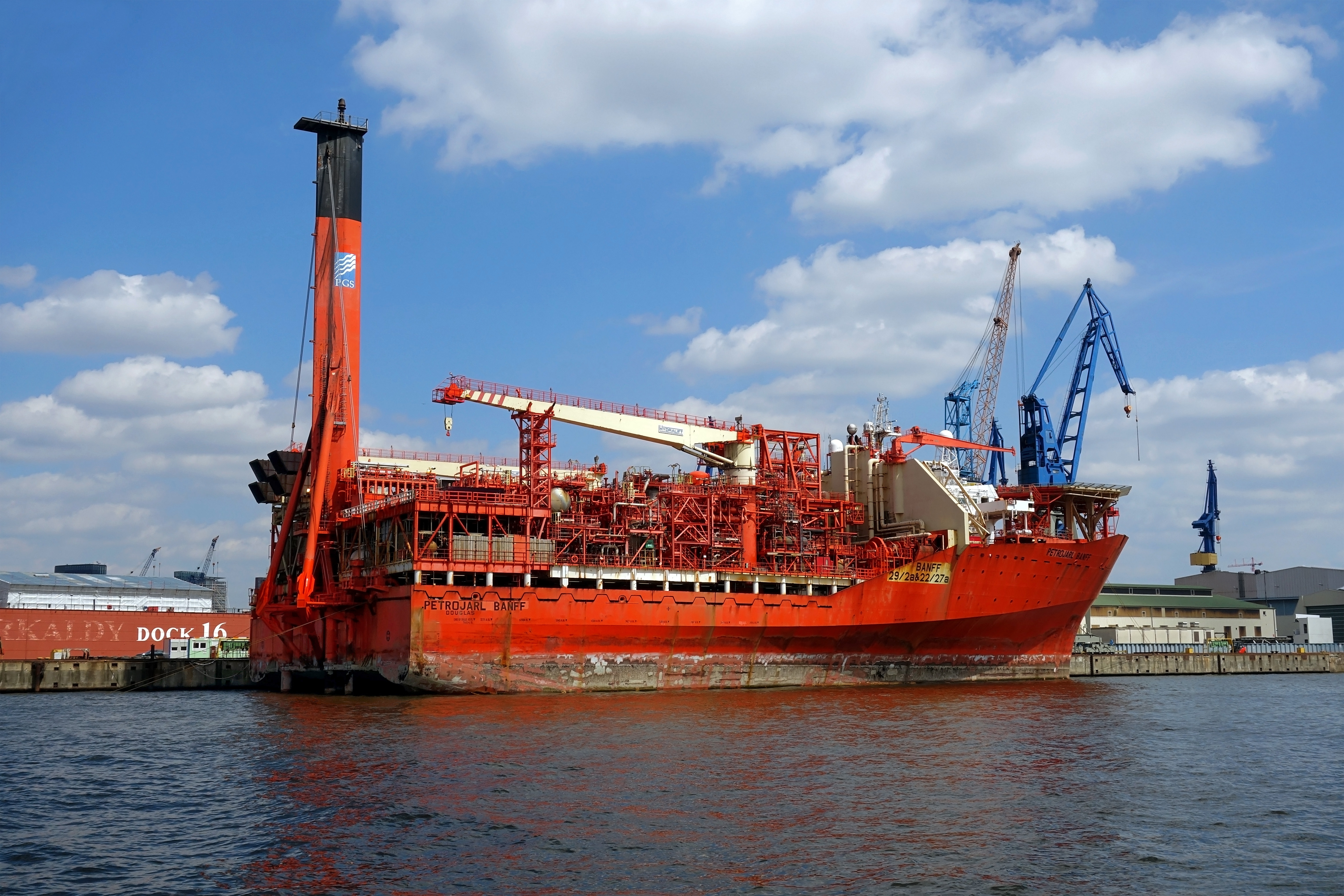
Petrojarl Banff

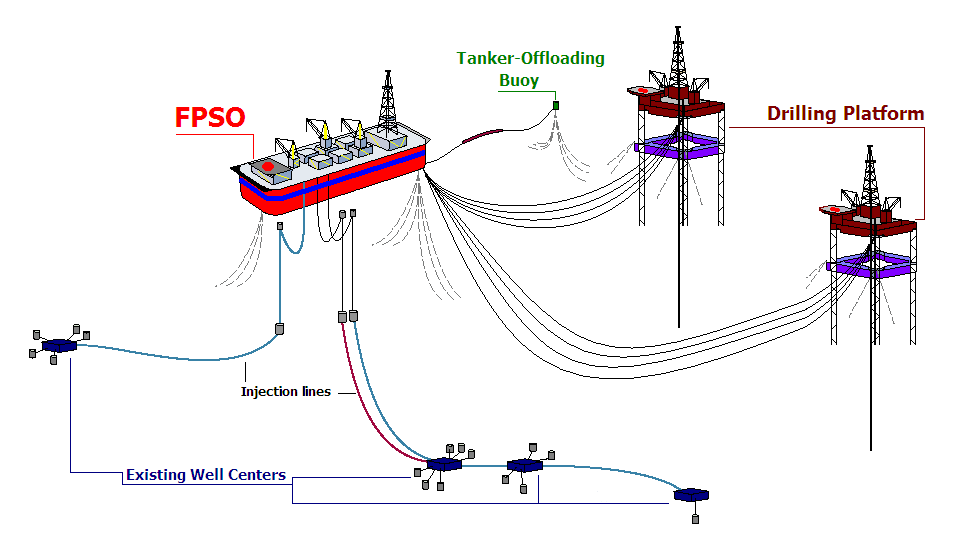
Funktionen eines FPSO-Schiffs in der Offshore-Industrie

Eine Floating Production Storage and Offloading Unit (FPSO, deutsch Schwimmende Produktions-, Lager- und Verladeeinheit) ist ein Schiff, das bei Offshore-Gewinnung mit Hilfe von Bohrplattformen oder aus Bohrlöchern zur Förderung, Lagerung, Reinigung und Verladung des gewonnenen Erdöls oder Erdgases eingesetzt wird.
Als FPSOs werden ehemalige Tanker und zu diesem Zweck gebaute Neukonstruktionen verwendet, die mittels Unterwasser-Rohrleitungstransport die Fördermengen der Plattformen aufnehmen, aufbereiten und lagern, um sie später zur Verschiffung oder – in seltenen Fällen – zum Weitertransport mittels Pipelines wieder abzupumpen.
Im Offshore-Betrieb werden gewöhnlich FPSOs deshalb eingesetzt, weil sich durch sie der Aufbau einer aufwändigen und teureren Pipelines-Infrastruktur am Ort der Förderung erübrigt. 
Beispiele für noch tätige Einheiten im Atlantik sind die für Husky Energy und Petro-Canada vor Neufundland arbeitende SeaRose FPSO sowie (2010) als weltgrößte die Kizomba A, gebaut von Hyundai Heavy Industries für ExxonMobil, 320 Kilometer vor Angola, die ein Fassungsvermögen von 2,2 Millionen Barrel oder 350.000 m³ hat. 
Für die  Reinigung und Speicherung von besonders schwerem Rohöl mit einem API-Grad von 12,5 wurde die Petrojarl Cidade de Rio das Ostras konzipiert, die seit 2008 vor der brasilianischen Küste arbeitet. Auf diesem Schiff werden mit thermischen Verfahren nicht nur Wasser, sondern auch Paraffin, Schwefelwasserstoff und andere Fraktionen abgeschieden.

## FSO und FSU
Als Floating Storage and Offloading vessel (FSO) werden Schiffe bezeichnet, die nur als Lager- und Umschlagstationen dienen. Der größte und längste Tanker der Welt, die Jahre Viking, erhielt als FSO den Namen Knock Nevis. FSO Asia und FSO Africa sind Schwesterschiffe der derzeit größten Schiffe der Welt (2013). Ihr Fassungsvermögen übertrifft die FPSO bei weitem.
Schiffe, die lediglich der Lagerung dienen, wie beispielsweise die Belokamenka in der Kolabucht (bis 2019), werden als Floating Storage Unit (FSU) bezeichnet.